# 新和
株式会社新和（しんわ）は、かつて東京都台東区柳橋に存在した出版社である。「新和出版」および「新和出版社」とは無関係。
それ以前から海外のウォー・シミュレーションゲームの輸入を手がけていたが、1980年代半ばから1990年代初頭までのダンジョンズ&ドラゴンズ(D&D)関連商品の出版で知られる。テーブルトークRPGを日本に広めた会社のひとつである。1993年頃事業を事実上停止する。翌1994-1995年頃倒産したとも他の会社に事業吸収されたともいわれるが経緯は定かでない。

## 商品展開

### ダンジョンズ&ドラゴンズ
ダンジョンズ&ドラゴンズ#新和時代（1985年 - 1991年）も参照。
- 1985年、「ダンジョンズ&ドラゴンズ」第4版の日本語訳(通称「赤箱」)を発売し、ヒットする。
  - 以後も順調に商品展開を続けた。関連商品に関してはクラシック・ダンジョンズ&ドラゴンズ#ラインナップを参照。
- 1991年、「アドバンスド・ダンジョンズ&ドラゴンズ」第2版の日本語訳を出版。
  - ユーザーの移行に失敗し、数点の商品を出したのみでAD&Dから撤退。
- 1994年年初に、前年11月づけでダンジョンズ&ドラゴンズの翻訳・出版権がメディアワークスに移行されたことを発表する[1]。

### カードゲーム
- ドラゴンランスカードゲーム
- ひつじさん

### ボードゲーム
- だいす☆くえすと
  - シリーズ化され、ラルパーサのメタルフィギュアが同梱されたボックスセットもあった。

## 刊行雑誌
同社より刊行された雑誌は全てホビーショップでの流通やそれを経由した通信販売等を前提とし、一般書店での流通は行われなかった。
- 1986年「ドラゴン・マガジン」を創刊。不定期刊行で4号のみの発行。D&DおよびAD&Dの日本語サポート冊子・会報であった[2]。TSR社のD&Dサポート誌「ドラゴン」にあやかったようである。(全国流通する商業誌としての体裁を整えた富士見書房の「ドラゴンマガジン」（1988年創刊）とは無関係。)
- 1987年6月より後継・改題として「ファンタジー・ゲーマーズ・ジャーナル 」を発行。同様の体裁、不定期刊行で5号から7号までの3冊のみ。
- 1988年6月より「オフィシャル・D&D・マガジン」発行。隔月刊で発行開始、9号より月刊となるが最終的に刊行は不安定となっていき、1991年頃に23号で消滅した。[3] TSR「ドラゴン」誌よりの翻訳記事および国内アマチュアライターによる記事、読者投稿コーナー等を収録した。
- 「オフィシャル・D&D・マガジン別冊 プレイングガイド」を7号まで出版。本誌のダイジェスト版。限定出版とされた。
- 「ファンタスティック・ゲームズ (FG'91)」1号のみの発行。

## ユーザー・コミュニティとの関わり
同社は「ドラゴン・ファン・クラブ」(DFC）という公認の D&D ファンクラブを設立。自社主催のコンベンションとともにユーザーらの草の根サークルの支援も行っていた。後にこの規模が発展するに従い、ユーザーからのボランティアをスタッフとして募るようになって行く。このDFCは1992年頃まで存続し、活動していたようである。
また、上記のように刊行雑誌にはアマチュア・ユーザーの執筆による記事が多数収録されていた。このようにアマチュアの力を上手く用い、コミュニティを運営したことがクラシック・ダンジョンズ&ドラゴンズの成功に大きな作用をもたらしていた。インターネット普及以前の、単なる「投稿コーナー」に留まらないコミュニティの活動として稀有な例といえる。
しかし、同社は「ビホルダー」のエピソードのように版権について厳しい態度をとる事でも知られていく。後には「同人つぶし」と呼ばれるような事態も数々発生した。ユーザーらによって国内未訳の関連商品が必然的に私家翻訳されるなどしていた為である。
こうしたことの背景には本国TSR社の意向も関係していると言われているが、一方ではユーザーのボランティア精神を利用し、他方では自主的な活動に制限を加えるような態度には批判も多かった。